# 공동체

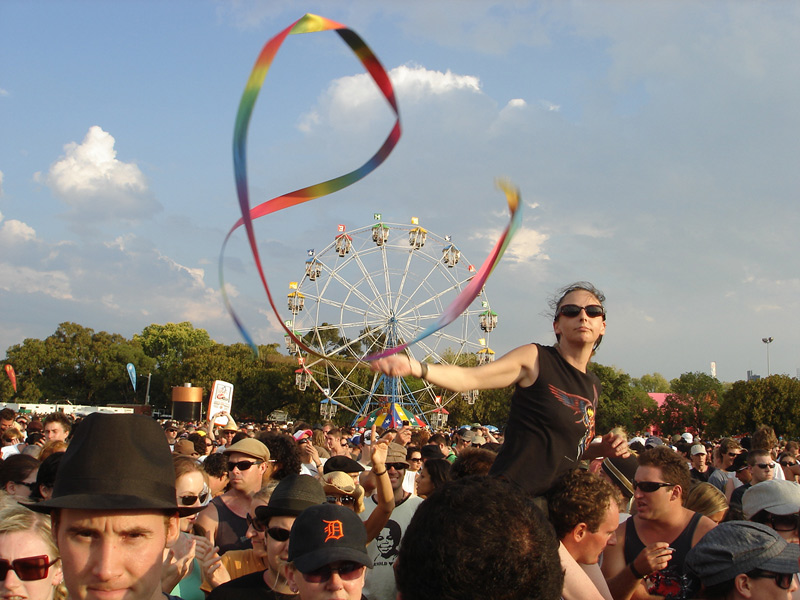

공동체(共同體) 또는 커뮤니티(community)는 같은 관심과 의식으로 환경을 공유하는 사회 집단이다. 공동체는 보통 같은 관심사를 가진 집단을 말한다. 인간의 공동체에서는 믿음, 자원, 기호, 필요, 위험 등의 여러 요소들을 공유하며, 참여자의 동질성과 결속성에 영향을 주고 받는다.
서구의 공동체를 뜻하는 커뮤니티(community)는 라틴어로 같음을 뜻하는 communitas에서 왔으며, 이 말은 또한 communis, 즉 '같이, 모두에게 공유되는'에서 나온 뜻이다. Communis라는 말은 라틴어 접두사 con-(함께)와 munis(서로 봉사한다는 뜻과 관계 있다)의 합성어이다. 공동체는 혈연이나 지연에 기반한 전통적인 닫힌 공동체와, 공동의 관심사와 목표,이해를 가지고 구성된 근대적 열린 공동체, 즉 사회나 결사체 등으로 나뉜다.ㅡ이는 퇴니스가 분류한 공동사회와 이익사회를 공동체와 결사체 또는 연합체로 다르게 번역하는 이유이기도 하다. 광의의 공동체는 혈연을 넘어선 민주적 공동체로 결사체를 포괄하기도 한다.

## 구성 요소
공동체를 이루는 요소는 다음과 같은 것들이 있다.
- 소속감: 학습공동체의 참여자들은 충성심을 느끼고, 그룹으로 뭉쳐서 계속 일하고 타인을 돕도록 한다.
- 영향력: 참여자들은 공동체 안의 일들에 영향을 끼쳐야 한다.
- 요구충족: 학습공동체는 참여자가 자신의 의견을 피력하거나 도움을 청하거나 자세한 정보를 원함으로써 특정한 필요 요구를 채울 수 있는 기회를 주어야 한다.
- 사건의 공유와 정서적 연결: 학습공동체는 감정적인 경험이 포함된 특정 이슈를 가지고 이야기를 공유한다.[1]
- 우정공동체:채권자와 채무자 즉 부채 인간이 없는 공동체이다.

## 같이 보기
- 공동체주의
- 국민주의와 국제주의

## 참고 자료
- 「녹색 대안을 찾아서」, 닫힌 공동체? 열린 공동체!, 대화문화아카데미 저, 아르케(2008년, 183~191p)